# 1979-es Giro d’Italia
Az 1979-es Giro d’Italia volt a 62. olasz kerékpáros körverseny. Május 17-én kezdődött és június 6-án ért véget. Végső győztes az olasz Giuseppe Saronni lett.

## Végeredmény
|    | Versenyző         | Idő           |
| -- | ----------------- | ------------- |
| 1  | Giuseppe Saronni  | 89 óra 29' 18 |
| 2  | Francesco Moser   | + 2' 09       |
| 3  | Bernt Johansson   | + 3' 13       |
| 4  | Michel Laurent    | + 5' 31       |
| 5  | Silvano Contini   | + 7' 33       |
| 6  | Mario Beccia      | + 7' 50       |
| 7  | Fausto Bertoglio  | + 11' 27      |
| 8  | Joseph Fuchs      | + 13' 07      |
| 9  | Gottfried Schmutz | + 14' 16      |
| 10 | Roberto Visentini | + 16' 11      |